# فهرست نخست‌وزیران لسوتو
فهرست نخست‌وزیران لسوتو (به زبان سوتو: Tona-Kholo)، شامل تمامی افرادی است که از زمان ایجاد این سمت در سال ۱۹۶۵ تاکنون، عهده‌دار مقام نخست‌وزیری کشور لسوتو بوده‌اند.
در مجموع، هفت نفر به عنوان نخست‌وزیر لسوتو خدمت کرده‌اند (بدون احتساب یک نخست‌وزیر موقت و دو رئیس شورای نظامی). همچنین، سه نفر از جمله نتسو موکهله، پاکالیتا موسیسیلی و توماس تابانه در دو دوره غیرپیاپی این سمت را بر عهده داشته‌اند.نخست‌وزیر کنونی لسوتو، سام ماتکانه است که در ۲۸ اکتبر ۲۰۲۲ سوگند یاد کرد.

## فهرست نخست‌وزیران لسوتو

### وضعیت
| شمار | تصویر | نام (تولد–مرگ)                      | انتخابات             | آغاز دوره       | پایان دوره             | مدت             | حزب                                                | پادشاه                            |
| ---- | ----- | ----------------------------------- | -------------------- | --------------- | ---------------------- | --------------- | -------------------------------------------------- | --------------------------------- |
| ۱    |       | سخونیانا نهمیا ماسریبان (۱۹۱۸–۱۹۸۶) | ۱۹۶۵                 | ۶ مه ۱۹۶۵       | ۷ ژوئیه ۱۹۶۵           | ۶۲ روز          | حزب ملی باسوتو                                     | الیزابت دوم                       |
| ۲    |       | لیبوا جاناتان (۱۹۱۴–۱۹۸۷)           | ۱۹۷۰ (ملغی شد)، ۱۹۸۵ | ۷ ژوئیه ۱۹۶۵    | ۲۰ ژانویه ۱۹۸۶ (کودتا) | ۲۰ سال، ۱۹۷ روز | حزب ملی باسوتو                                     | موشوشوه دوم                       |
| —    |       | جاستین لیکهانیا (۱۹۳۸–۲۰۲۱)         | —                    | ۲۴ ژانویه ۱۹۸۶  | ۲ مه ۱۹۹۱ (کودتا)      | ۵ سال، ۹۸ روز   | نظامی                                              | موشوشوه دوم / لتسی سوم            |
| —    |       | الیاس رامائما (۱۹۳۳–۲۰۱۵)           | —                    | ۲ مه ۱۹۹۱       | ۲ آوریل ۱۹۹۳           | ۱ سال، ۳۳۵ روز  | نظامی                                              | لتسی سوم                          |
| ۳    |       | نتسو موخهله (۱۹۱۸–۱۹۹۹)             | ۱۹۹۳                 | ۲ آوریل ۱۹۹۳    | ۱۷ اوت ۱۹۹۴ (کودتا)    | ۱ سال، ۱۳۷ روز  | حزب کنگره باسوتولند                                | لتسی سوم                          |
| —    |       | های فووفولو (زاده ۱۹۴۷)             | —                    | ۱۷ اوت ۱۹۹۴     | ۱۴ سپتامبر ۱۹۹۴        | ۲۸ روز          | مستقل                                              | لتسی سوم                          |
| (۳)  |       | نتسو موخهله                         | —                    | ۱۴ سپتامبر ۱۹۹۴ | ۲۹ مه ۱۹۹۸             | ۳ سال، ۲۵۷ روز  | حزب کنگره باسوتولند (تا ۱۹۹۷) / حزب کنگره دموکراسی | لتسی سوم / موشوشوه دوم / لتسی سوم |
| ۴    |       | پاکالیتا موسیسیلی (زاده ۱۹۴۵)       | ۱۹۹۸، ۲۰۰۲، ۲۰۰۷     | ۲۹ مه ۱۹۹۸      | ۸ ژوئن ۲۰۱۲            | ۱۴ سال، ۱۰ روز  | حزب کنگره دموکراسی (تا ۲۰۱۱) / حزب کنگره دموکراتیک | لتسی سوم                          |
| ۵    |       | توماس تابانه (زاده ۱۹۳۹)            | ۲۰۱۲                 | ۸ ژوئن ۲۰۱۲     | ۱۷ مارس ۲۰۱۵           | ۲ سال، ۲۸۲ روز  | حزب کنوانسیون همه باسوتو                           | لتسی سوم                          |
| (۴)  |       | پاکالیتا موسیسیلی                   | ۲۰۱۵                 | ۱۷ مارس ۲۰۱۵    | ۱۶ ژوئن ۲۰۱۷           | ۲ سال، ۹۱ روز   | حزب کنگره دموکراتیک                                | لتسی سوم                          |
| (۵)  |       | توماس تابانه                        | ۲۰۱۷                 | ۱۶ ژوئن ۲۰۱۷    | ۲۰ مه ۲۰۲۰             | ۲ سال، ۳۳۹ روز  | حزب کنوانسیون همه باسوتو                           | لتسی سوم                          |
| ۶    |       | موئکستی ماجورو (زاده ۱۹۶۱)          | —                    | ۲۰ مه ۲۰۲۰      | ۲۸ اکتبر ۲۰۲۲          | ۲ سال، ۱۶۱ روز  | حزب کنوانسیون همه باسوتو                           | لتسی سوم                          |
| ۷    |       | سام ماتکانه (زاده ۱۹۵۸)             | ۲۰۲۲                 | ۲۸ اکتبر ۲۰۲۲   | اکنون                  | ۲ سال، ۲۰۹ روز  | حزب انقلاب برای رفاه                               | لتسی سوم                          |